# بایوتی
بایوتی (انگلیسی: Biotie) شرکت داروسازی فنلاندی است، که در سال ۱۹۹۸ تأسیس شد.